# Chapelle Nicoline
La chapelle Nicoline (Cappella Niccolina) est une chapelle du palais du Vatican qui correspond à l'origine au cabinet de travail du pape Nicolas V, remarquable par les fresques de Fra Angelico exécutées entre 1447 et 1451. Cette œuvre « latine » du peintre marque la synthèse des courants humanistes et religieux de l'époque.
Elle est située au deuxième étage de la tour d'Innocent III, la plus ancienne partie du palais épiscopal et son nom vient du pape Nicolas V, qui la fit construire comme sa chapelle personnelle. Le pavement original est du marbrier Agnolo Verrone.

## Fresques de Fra Angelico
Les murs sont décorés de fresques sur les premiers saints martyrs du christianisme : 
- sur le registre supérieur : Épisodes de la vie de saint Étienne :
  - Saint Étienne est consacré diacre et distribue les aumônes
  - Sermon de saint Étienne et dispute au Sanhédrin
  - Saint Étienne conduit au martyre et lapidation de saint Étienne
- en bas : Scènes de la vie de saint Laurent :
  - Consécration de saint Laurent comme diacre par Sixte II
  - Saint Laurent reçoit les trésors de l'Église
  - Saint Laurent distribue l'aumône
  - Valérien condamne saint Laurent
  - Martyre de saint Laurent
- la voûte est peinte en bleu étoilé avec les figures des Quatre Évangélistes dans les coins, chacun représenté avec leurs symboles : 
  - Luc et le taureau, Mathieu et l'ange, Marc et le lion, Jean et l'aigle.
- les pilastres sont décorés des huit Docteurs de l'Église, dont saint Augustin et saint Thomas.

La Déposition de Croix qui était devant l'autel a été détruite et remplacée par une tapisserie de l'école flamande.

## Analyse

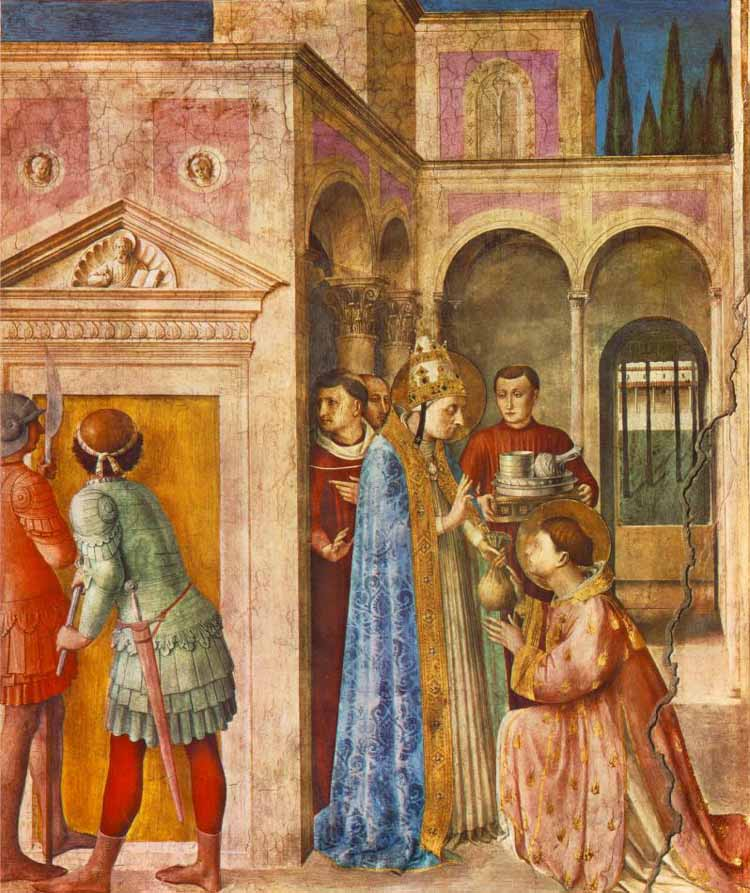
Fra Angelico, Saint Laurent reçoit les trésors de l'Église.

La narration dépasse ici l'anecdote pour atteindre un rythme digne de l'histoire. Saint Sixte a sans doute les traits de Nicolas V. L'idée sera abondamment reprise par la suite. La capacité d'adaptation du peintre est remarquable : pour une œuvre « romaine », il crée, à la demande semble-t-il, un espace pictural correspondant au modernisme intellectuel du moment. Alberti est à Rome à ce moment, or l'œuvre est « albertienne ».
La détermination vivante de l'espace par les gestes et les couleurs compte autant que sa précision géométrique. Le peintre sait être radicalement moderne quand la commande et le milieu le demandent : la peinture conquiert ainsi sa pleine dignité.
Dans Saint Laurent reçoit les trésors de l'Église, l'architecture installe l'espace clair du récit : le pape est « soutenu » par un angle, tout comme saint Laurent l'est par une colonnette du portique. Le parcours supposé de l'espace avec les deux soldats défonçant la porte répond au geste expressif du religieux.

## Galerie

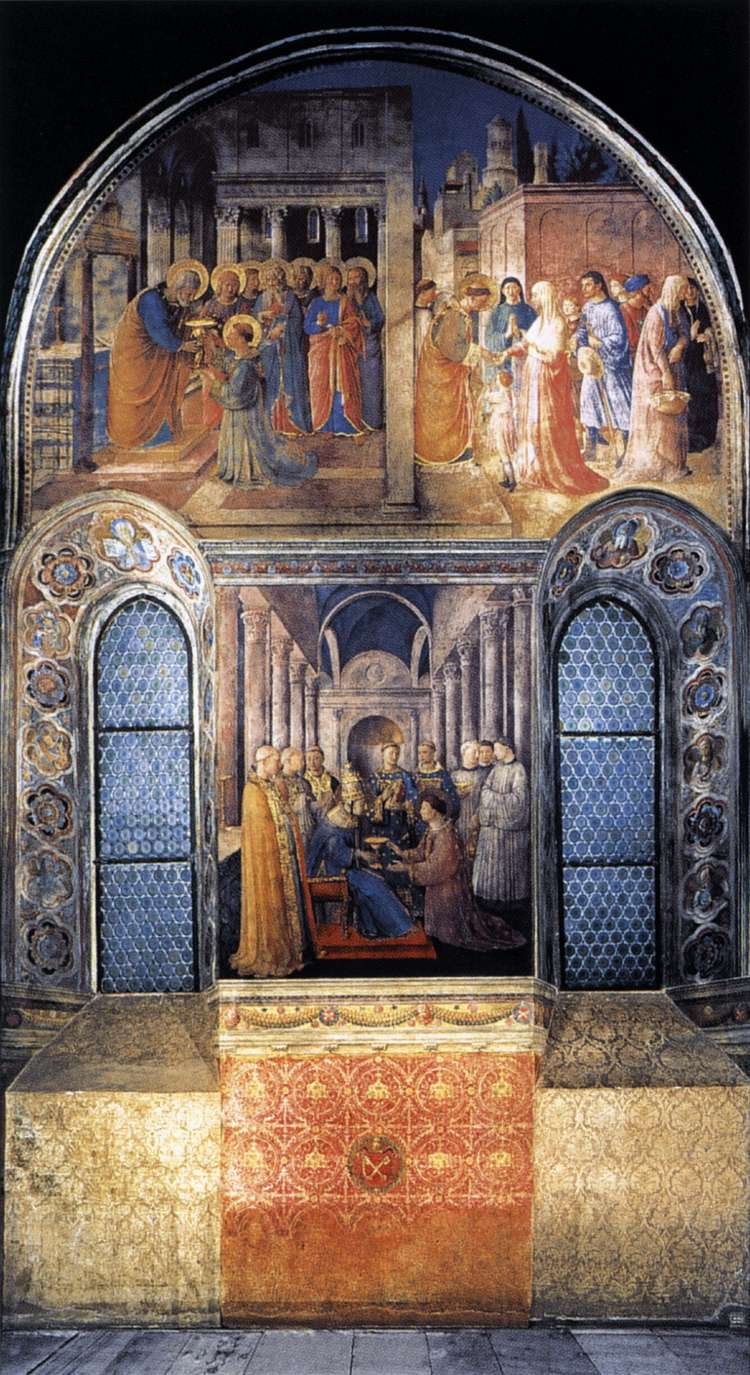
Fresques sur la vie de saint Étienne.
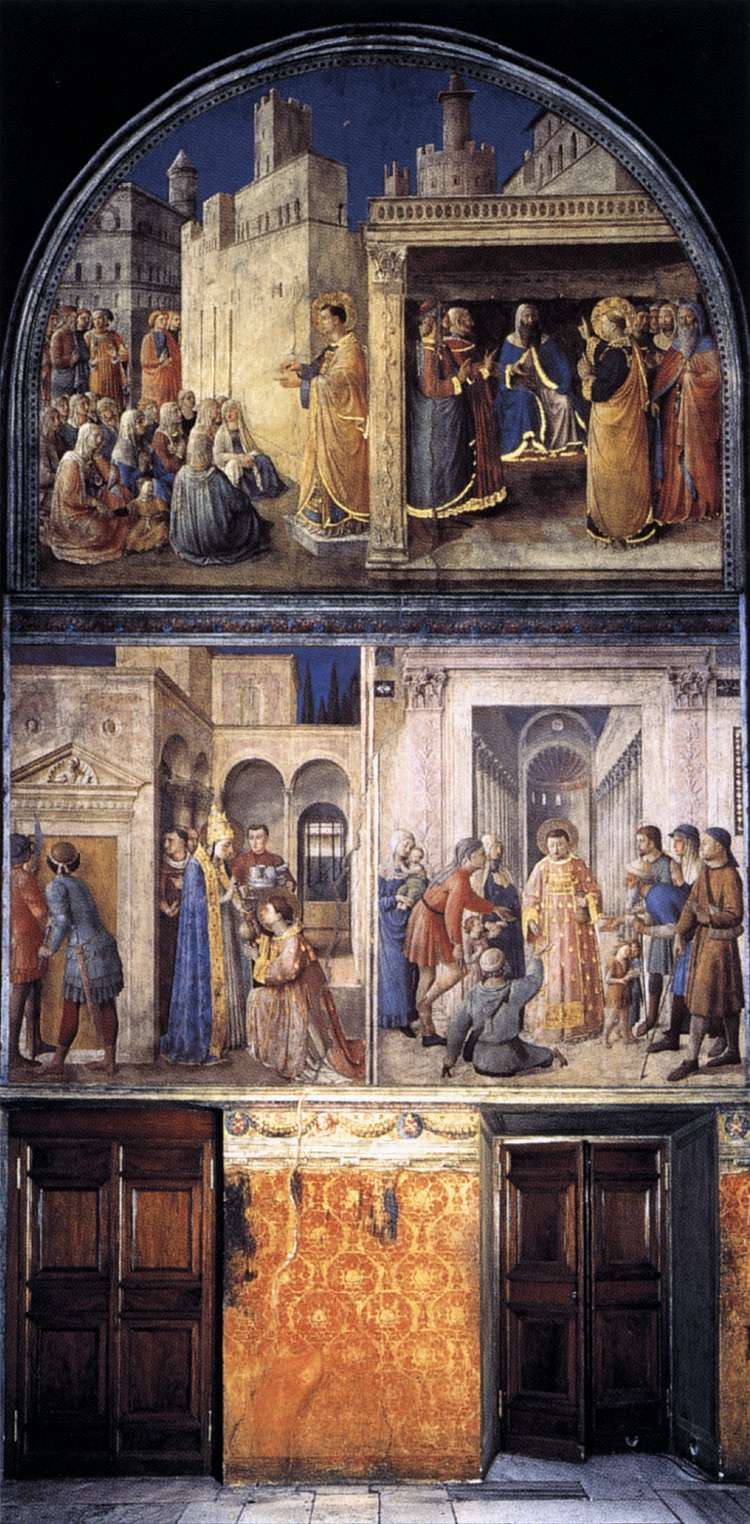
Fresques sur la vie de saint Laurent.
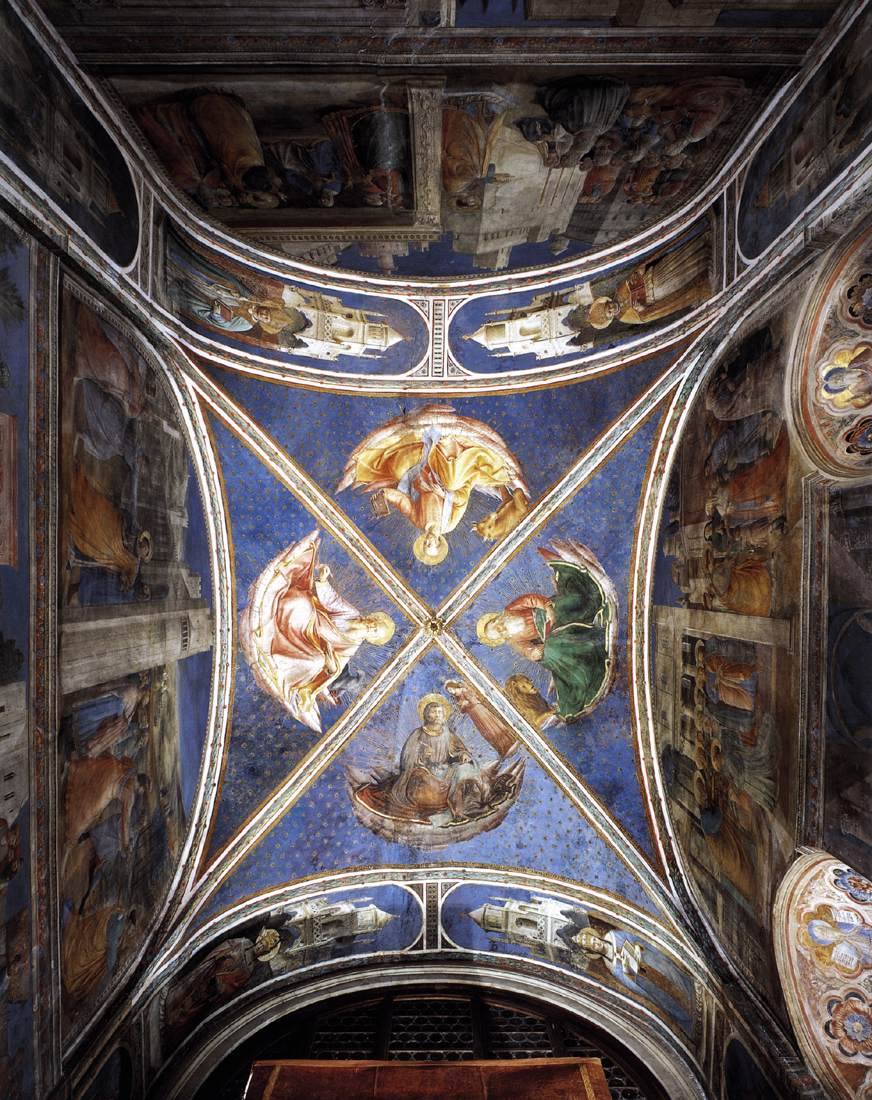
Voûte de la chapelle avec les quatre Évangélistes.

## Sources
- (en) Cet article est partiellement ou en totalité issu de l’article de Wikipédia en anglais intitulé « Niccoline Chapel » (voir la liste des auteurs).